# Haus der Geschichte
Haus der Geschichte (HDG) is een museum in Bonn, stadsdeel Gronau, over de Duitse hedendaagse geschiedenis van 1945 tot heden.
Haus der Geschichte der Bundesrepublik Deutschland is een van de vier musea van Stiftung Haus der Geschichte der Bundesrepublik Deutschland, de andere drie staan in Leipzig en Berlijn. De toegang is gratis. Dit gebouw in Bonn werd op 14 juni 1994 geopend door Helmut Kohl. Er bestaan meerdere Hauser der Geschichte in verschillende steden, die niet onder deze stichting vallen.
Dit museum werkt mee aan de bouw van een online encyclopedie genaamd LeMO (Lebendiges Museum Online).

## Zie ook

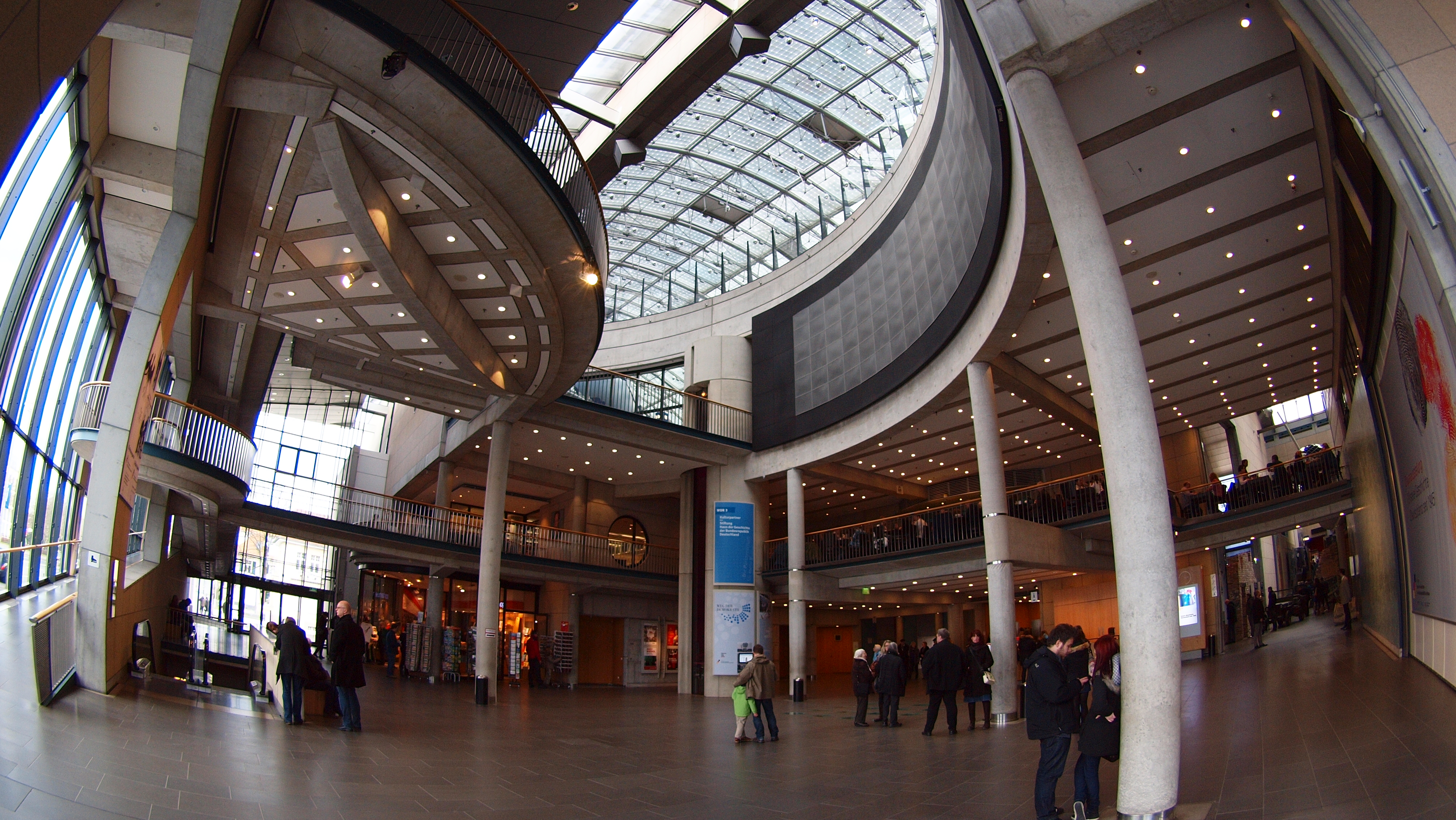
entree hal (2014)
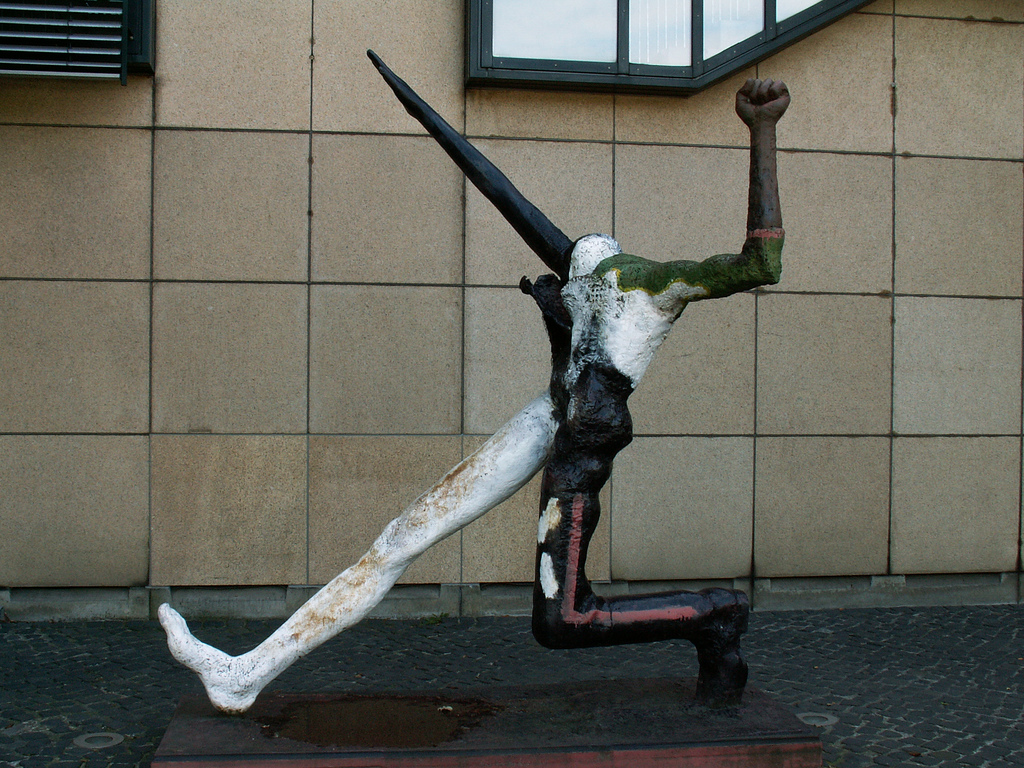
Der Jahrhundertschritt (1984) naast museum in Bonn in 2009